# 相馬トランジスタ
相馬トランジスタ（1990年1月18日 - ）は、日本の男性YouTuber、お笑い芸人。本名は相馬 永吉（そうま えいきち）。東京都武蔵野市吉祥寺出身。多摩大学中退。お笑いコンビ「ぷんにゃらぽんぺ」のメンバーで、相方はカルビ。YouTuberグループ「へきトラ劇場」と「へきトラハウス」の元メンバー。
2012年にカルビとお笑いコンビ「ぷんにゃらぽんぺ」を結成するも同年に解散し、2022年に再結成。2013年よりYouTuberとして動画投稿を始め、2015年から2022年までへきほーとYouTuberグループ「へきトラハウス」、および「へきトラ劇場」として活動。また、2015年から2017年までは、ワタナベマホトを中心とした「ポンポンタイムズ仲間家」、2020年から2023年までは、ヒカルを中心とした「NextStage」でも活動していた。

## 来歴
2005年4月、都立田無高校に入学し、2008年3月に田無高校を卒業。大学進学を目指し浪人する。
2009年4月、多摩大学に入学。2010年に大学を中退し、フリーターになる。2011年には無職となり、引きこもりを経験する。
2012年、引きこもりから復帰後、相方のカルビとお笑いコンビ「ぷんにゃらぽんぺ」を結成し、お笑い芸人として活動を開始するも、同年に解散。
2013年、「ラフハウス劇場」という名前のYouTubeチャンネルを開設し、YouTuberとして活動を開始。
2015年、ワタナベマホトが率いるYouTuberグループ「ポンポンタイムズ仲間家」にへきほーと共に加入。「仲間家」のメンバー達と数年間シェアハウスをした。
同年12月9日、へきほーとYouTuberグループ「へきトラハウス」を結成。GENESIS ONEに所属。
2017年7月、方向性の違いによってGENESIS ONEを退所し、Kiiiに移籍。9月、チャンネル登録者が100万人を突破し、「仲間家」を卒業。
2018年、金森正晃監督の映画『饗』（沖縄国際映画祭出展作品）に出演し、スクリーンデビュー。
2019年4月6日、カワグチジンの脱退に伴って「へきトラハウス」が解散。5月17日から新たなYouTubeチャンネル「へきちゃん☆トラちゃん」を開設し、活動を再開。
同年、自身の引きこもりの経験を生かし、ひきこもりの主人公の成長を描いた作品である映画『誰にも会いたくない』にて金森正晃監督と共同監督を務め、映画監督としてデビュー。
2020年、ヒカルが率いるYouTuberグループ「NextStage」に加入。
2021年5月、「へきちゃん☆トラちゃん」が「へきトラ劇場」へ改名。9月24日、契約の満了に伴いKiiiを退所し、サムライパートナーズに移籍。
2022年5月31日、へきほーが脱退し「へきトラ劇場」が解散。チャンネル名を「相馬トランジスタ」に変更し、個人YouTuberとなるも、カルビが頻繁に出演している。
2022年7月11日、カルビとお笑いコンビ「ぷんにゃらぽんぺ」を再結成し、お笑い芸人として活動を再開。M-1グランプリに挑戦したが、1回戦で敗退。
2023年3月17日、「NextStage」が解散。4月、ヒカルとYouTuberコンビ「ヒカル相馬の都市伝説」を組むも、6月に解散。
2024年5月18日、YouTubeサブチャンネル「相馬家」を開設。

## 人物
イメージカラーは緑色。初期の頃は黒の長髪だったが、途中から髪を短くし、緑に染めている。
ADHDとアスペルガー症候群の合併症と診断されたことを明かしている。

### 家庭環境
家庭環境は複雑で、相馬の母はバツ2で、相馬の実父は母の2人目の結婚相手である。また、姉とは異父姉弟であり、姉の父は母の初婚相手である。
実父は相馬が生まれて間もなく母と離婚したため、離ればなれになった。その後、母に事実婚のパートナーの男性ができ、育ててもらっていた。しかし、相馬が8歳の時に母が事実婚の男性と別れ、育ての親の男性とも離別することになった。
相馬がYouTuberとしてうまく行き始め、動画の企画で実父や育ての親の男性を探すこととなった。実父とは無事に再会でき、実父は再婚して、当時中学生の子供（相馬の母親違いの弟または妹）がいることが分かった。育ての親の男性の捜索は探偵に依頼し、無事に見つかったが、無職で切羽詰まっている状況だと知らされ、悩んだ末に「今は時期じゃない」と判断し、再会は叶わなかった。相馬は「僕がこの人に会うってなったら…その人の人生を背負う覚悟で会わなきゃならないな」と悩んだことや、母から反対されたことを明かしている。

## 交友関係
- カルビ
- へきほー
- カワグチジン
- ワタナベマホト[23]
- サグワ
- よさこいバンキッシュ
- 夕闇に誘いし漆黒の天使達
- 東海オンエア[24]
- あやなん
- ヒカル
- シバター[25]
- ラファエル[26]
- DJ社長（レペゼン地球）[27]
- DJふぉい（レペゼン地球）
- はじめしゃちょー
- MEGWIN
- BUNZIN
- 懲役太郎
- 椿明来
- 上原亜衣
- 深田えいみ
- 金森正晃
- 三谷三四郎
- 催眠術師Dai
- 宮迫博之
- 桑田龍征
- 立花たかし 等